# Hospice général de Lille
L'hospice général de Lille est un ancien hospice fondé à Lille sur autorisation de Louis XV en juin 1738. Construit dans un quartier alors nouveau du Vieux-Lille, en bordure du canal de la Basse-Deûle, aujourd'hui avenue du Peuple-Belge, il était destiné à recueillir les enfants abandonnés, les invalides et les mendiants. Il accueille à présent le campus de l'Institut d'administration des entreprises de Lille. Il a été inscrit à l'inventaire des monuments historiques en février 1948.

## Situation
L’hospice général est construit à l’extrémité nord-ouest du territoire de  l’agrandissement de Lille de 1670 qui a fait suite à la conquête de la ville par Louis XIV en 1667.
Sa façade principale bordait le quai de la Basse Deûle à proximité de la porte d’eau par laquelle la voie d’eau franchissait le rempart. La Basse Deûle était jusqu’au XIXe siècle un port fluvial.
L’hospice était longé à l’arrière par une rigole qui coulait à l’intérieur du rempart.
L’hospice est agrandi au cours de la première moitié, la façade étant étendue vers le sud en absorbant la rue Mingauge, rue insalubre. 
La  partie de la Basse Deûle devant l’hospice comblée en 1953 est le dernier tronçon d’ancien canal supprimé à l’intérieur de la ville. Cet espace est devenu l’avenue du Peuple belge sur laquelle des rangées d'arbres ont été plantées masquant la façade, à l'exception du portail d'entrée qui reste dégagé.

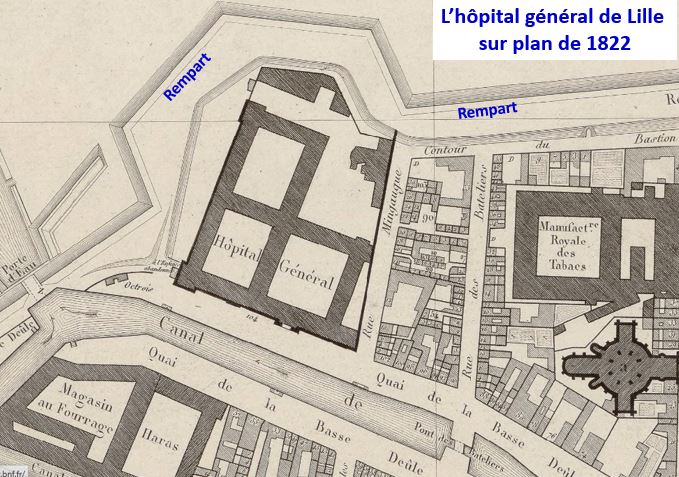
Hôpital général en 1822
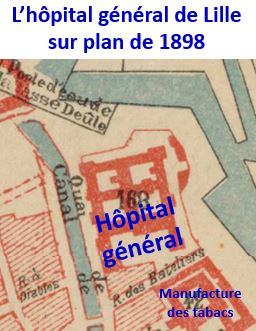
Hôpital général en 1898

## Histoire

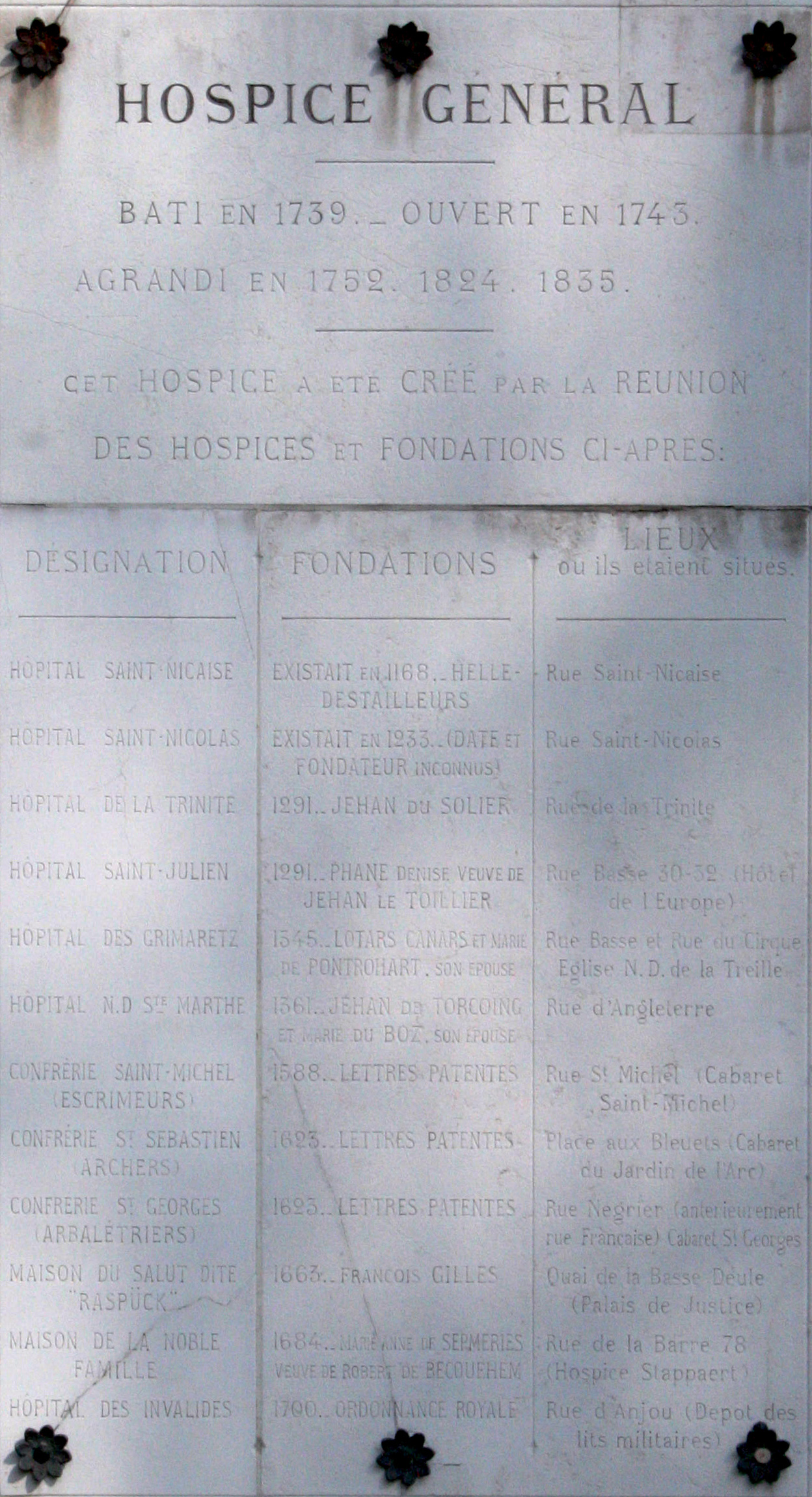
Plaque commémorative de la création de l'Hospice

C'est un édit signé par Louis XIV le 12 juin 1662 qui ordonne que soit établi un hôpital général dans toute ville et faubourg du royaume, afin de remédier à l’afflux des mendiants par l’enfermement et le travail. À Lille, devenue française quelques années plus tard, en 1667, l'institution ne se met en place qu'en 1738, sur autorisation de Louis XV. Sa construction est confiée à l'architecte du roi Pierre Vigné de Vigny qui engage les travaux en 1739. L'hôpital ouvre en 1743, date à laquelle il reçoit 500 adultes et 680 enfants, mais les travaux se poursuivent jusqu'en 1780. L'hôpital est ensuite agrandi en 1824 et 1835, les travaux ne s'arrêtant définitivement qu'en 1846. Au début du XXe siècle, l'hôpital est reconverti en hospice pour personnes âgées.
Au début de la Première Guerre mondiale, l'hospice général accueille les blessés français et anglais envoyés par les Allemands. En 1915, la population à l'hospice général est évaluée à environ mille huit cents personnes (hospitalisés et personnel).
La plupart des pensionnaires sont transférés dans d'autres établissements en 1973 à la suite d'un scandale sur leurs conditions d'hébergement, mais il reste officiellement en activité comme maison de retraite jusqu'en 1988.
Les bâtiments à l'arrière sont démolis vers 1980, laissant subsister l'ensemble de la façade et la partie entourant la cour derrière le portail d'entrée.
Une maison de retraite est construite derrière l'ancien hospice en partie à l'emplacement des ailes détruites.
L'idée d'y installer l'Institut d'administration des entreprises de Lille (membre IAE France) est lancée en février 1993. Trois ans plus tard, les locaux du bâtiment central rénovés et réaménagés accueillent leurs premiers étudiants.
Apothicairerie
Au rez-de-chaussée d'une des ailes donnant sur la cour d'honneur, l'ancienne pharmacie hospitalière et sa salle de préparation avec son fourneau ont été conservées. Des visites sont organisées par l'Association du musée hospitalier régional de Lille.

## Description
Inspirés de l'hôtel des Invalides, les plans de Pierre Vigné de Vigny prévoient un ensemble rectangulaire de bâtiments séparés par six cours. Seules quatre seront construites.
Les bâtiments comprennent un sous-sol à demi-enterré, un rez-de-chaussée surélevé par un énorme soubassement, trois étages, dont un mansardé, desservis par des corridors, et des combles. Assis sur des soubassements de grès, ils sont bâtis en calcaire, en pierre et en briques. Le dallage des couloirs est en pierre bleue et les toits en ardoise.

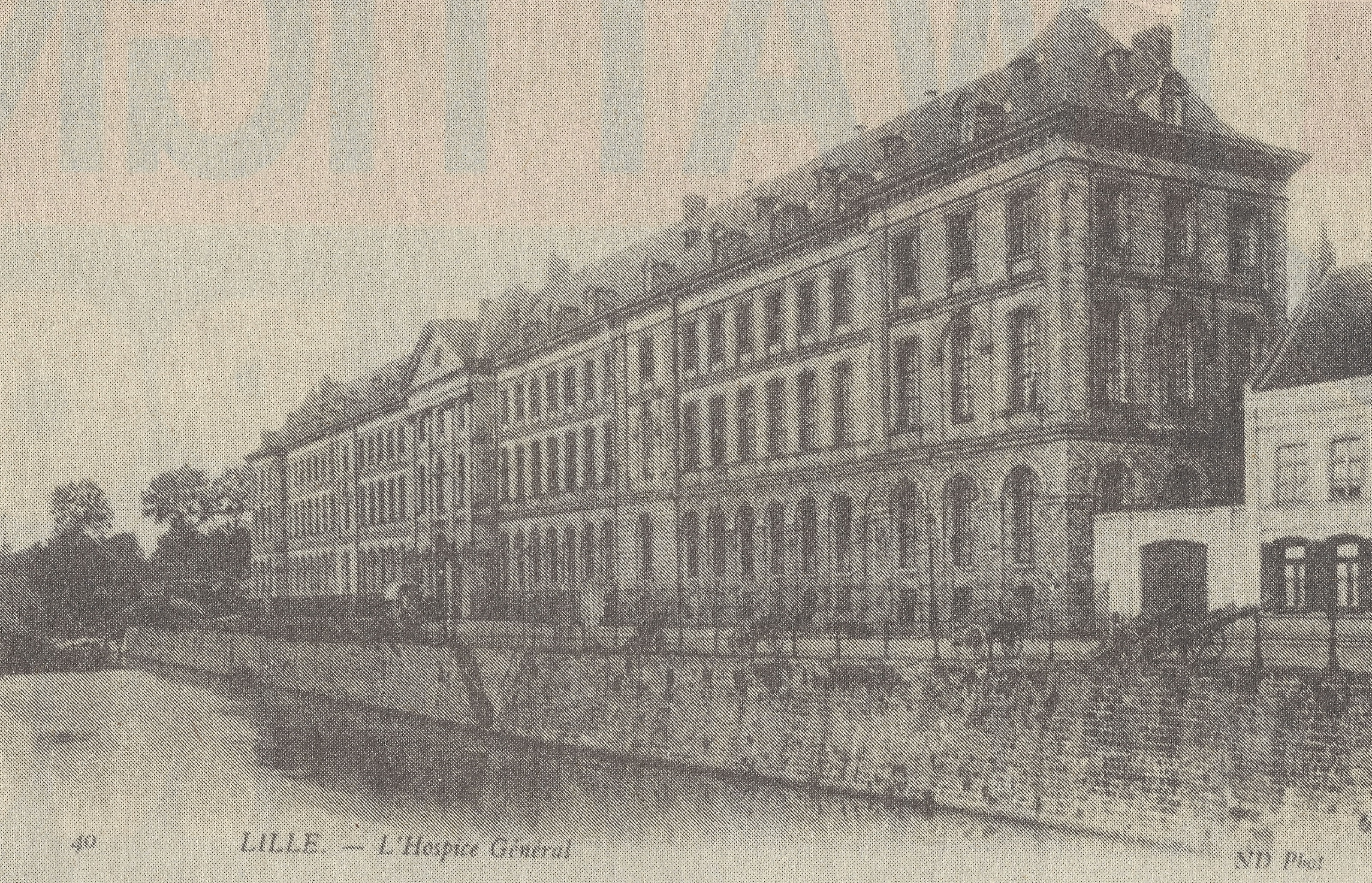
Hospice Général de Lille, carte postale éditions ND

La façade court sur une longueur de 140 mètres. Elle est encadrée par deux pavillons à ses extrémités et présente un porche monumental en son centre. Légèrement en saillie, il est surmonté d'un fronton triangulaire frappé d'un soleil, emblème de Louis XIV, créateur du principe des hôpitaux généraux. La cour d'honneur, entourée d'arcades, reprend les motifs de la façade.

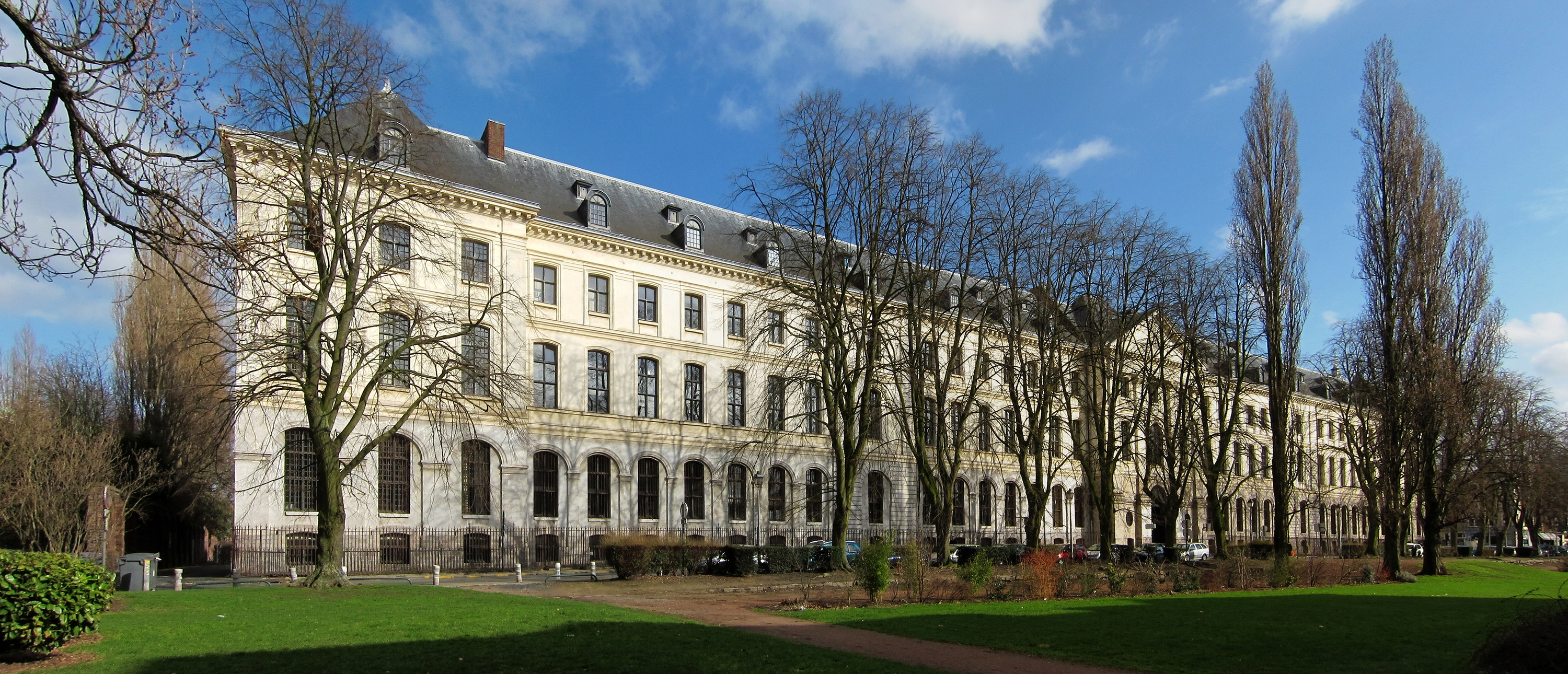
La façade de l'hospice général